# 1992年美国总统选举
1992年美國總統選舉是第52屆四年一度的總統選舉，於1992年11月3日星期二舉行。來自阿肯色州的民主黨州長比爾·克林頓擊敗了現任共和黨總統喬治·H·W·布什和來自德克薩斯州的獨立商人羅斯·佩羅。這次選舉標誌著民主黨統治美國總統政治時期的開始，以及共和黨從1968年開始統治美國總統政治時期的結束（1976年是唯一的例外），同時也標誌著共和黨統治白宮12年的結束，以及最偉大世代統治美國32年的結束，以及嬰兒潮世代長達數十年持續至今的統治時期的開始。
布什打破了1988年競選時不加稅的承諾，因而疏遠了黨內許多保守派人士，但他抵擋住了頑固保守派評論員帕特·布坎南的初選挑戰，沒有輸掉任何一場競選。布什在海灣戰爭中大獲成功，他的知名度使马里奥·科莫等知名度較高的民主黨候選人不敢參加1992年的民主黨初選。克林頓是民主黨中間派領袖委員會（Democratic Leadership Council）的領導人，他在「超級星期二」初選中一掃而空，成為民主黨提名的領先者。他擊敗了前加州州長杰里·布朗、前麻薩諸塞州參議員保罗·特松加斯（Paul Tsongas）和其他候選人，贏得提名，並選擇田納西州參議員阿爾·戈爾作為他的競選伴。億萬富翁羅斯·佩羅發起獨立競選，強調他反對北美自由贸易协定，並計劃減少國債。
1991年春，經濟從衰退中復甦，隨後連續19個月增長，但對經濟增長緩慢的看法損害了布什，因為他從前任隆納·雷根那裏繼承了大幅增長的經濟。在蘇聯解體、冷戰結束以及海灣戰爭之後中東相對和平的氣候下，作為布什最大優勢的外交政策被認為不那麼重要了。佩羅特在1992年6月的幾次民意調查中領先，但在7月暫時退出競選，嚴重損害了他的候選人資格。布什的競選活動批評克林頓的人品，並強調布什外交政策的成就，而克林頓則專注於經濟。
克林頓贏得了多數的普選票和多數的選舉人票，打破了共和黨連續三次勝利的局面。他贏得了全國各個地區的州；在被認為是一個重大政治調整的開端，他橫掃了東北部和西海岸，標誌著民主黨在這兩個地區的總統和全州選舉中開始佔據主導地位，這種情況一直持續到今天。克林頓在中西部東部、西部山區、阿巴拉契亚以及南部部分地區也有不俗表現。這次選舉是自德克薩斯州建州以來，民主黨人首次在沒有該州的情況下贏得總統大選，也是自1844年以來首次在沒有北卡羅萊納州的情況下贏得總統大選。這也是蒙大拿州迄今為止最後一次在總統選舉中歸屬民主黨，也是喬治亞州在2020年之前最後一次被民主黨贏得。這也是2008年之前科羅拉多州最後一次投民主黨票。克林頓一共翻轉了22個在1988年選舉中投共和黨票的州。克林頓將以自1912年伍德羅·威爾遜以來最小的全國得票率勝出，當時共和黨經歷了急劇的分裂。
佩羅特贏得了18.9%的普選票，這是自1912年以來兩大黨以外的候選人贏得的最高得票率。雖然他未能贏得任何選舉人票，但他在兩個州獲得了第二名(在猶他州僅次於布什，在緬因州僅次於克林頓)，並在每個州都獲得了重要支持，結果除了克林頓的家鄉阿肯色州外，沒有一個州給予任何候選人絕對多數。因此，這是迄今為止民主黨候選人在加利福尼亞州、康涅狄格州、特拉華州、夏威夷州、伊利諾伊州、馬里蘭州、馬薩諸塞州、新澤西州、紐約州、羅德島州和佛蒙特州贏得少於50%選票的最後一次選舉；共和黨候選人在阿拉巴馬州、阿拉斯加州、愛達荷州、堪薩斯州和內布拉斯加州贏得少於50%選票的最後一次選舉。這也是自內戰以來共和黨或民主黨被提名人在單一州（阿肯色州除外）未能突破50%的第三次也是最後一次選舉，前兩次分別是1912年的威廉·霍華德·塔夫脫和1984年的沃爾特·蒙代爾。截至2024年，這是民主黨或共和黨候選人最後一次得票率低於40%。

## 選舉背景
当1992年美国總統选举临近时，美国人发现他们处在一个以四年前几乎不可想象的变革的世界中，以往冷战中所熟悉的标志——从柏林墙到洲际弹道导弹以及不断的轰炸机——已经淡化不再有了，包括两德统一、苏联解体、东欧各国共产政权纷纷垮台、阿拉伯人和以色列人要求直接的谈判等事件，使核武器的威胁已经大大地降低。
然而在国内，美国正面临着一些深刻和相似的问题。在海湾战争结束的庆祝和游行后，美国发现她自己正在自1980年代早期以来的深刻衰退中。不仅仅是在很多年前就遭受打击的蓝领工人失业，很多的中层管理的白领上班族也失业。甚至在1992年经济开始复苏的时候，它的增长率直到年末才能体现，而国家的很多地区仍然处在经济低谷中。此外，联邦赤字持续增加，主要來自公众医疗支出的增加。很多美国人对他们的未来表现出悲观的态度，认为国家正在走向错误的方向。
由於第一次波斯灣戰爭取得勝利，虽然受到保守派记者帕特·布坎南的挑战，但是总统乔治·赫伯特·沃克·布什和副总统丹·奎尔仍然轻易得到了共和党的再度提名，在民主黨尚未選出候選人參選前，布什顯然佔了上風。
在民主党方面，阿肯色州州长比尔·克林顿打败了党内的一系列对手，赢得了党内候选人的提名。作为副总统提名，他选择了田纳西州的美國参议員阿尔·戈尔，他後來通常被认为是议会中知识最渊博以及极具说服力的环境保护提倡者，支持發展高科技電訊產業及槍械管制。 
但是对国家经济方向的不安使得人们寄望于一位独立的候选人——得克萨斯州富商罗斯·佩罗（Ross Perot）。以计算机和信息处理起家的佩罗特，以政府对经济处理无能和联邦赤字为议题，成功获得50个州的签名参加选举。虽然他离赢得总统职位有相当距离，但是他的出现进一步确定了经济议题仍然是国家争论的中心议题。
從這屆開始，加利福尼亞州及伊利諾州的選舉人票皆投給了民主黨。

## 投票結果
| 总统候选人                                                                                     | 选举人票数 | 普选票数   | 百分比 | 政党                            | 竞选伙伴（选举团票数） |
| ---------------------------------------------------------------------------------------------- | ---------- | ---------- | ------ | ------------------------------- | ---------------------- |
| 威廉·杰弗逊·克林顿（胜出）                                                                     | 370        | 44,908,254 | 43.0%  | 民主党                          | 阿尔·戈尔（370）       |
| 乔治·赫伯特·沃克·布什                                                                          | 168        | 39,102,343 | 37.5%  | 共和党                          | 丹·奎尔（168）         |
| 罗斯·佩罗（Ross Perot）                                                                        | 0          | 19,741,065 | 18.9%  | 无                              | 詹姆斯·斯托克代爾      |
| 安德烈·V·马洛（Andre V. Marrou）                                                               | 0          | 291,627    | 0.28%  | 自由意志黨（Libertarian Party） |                        |
| 詹姆士·波·格利兹（James "Bo" Gritz）                                                           | 0          | 107,014    | 0.1%   | 平民党（Populist Party）        |                        |
| 利诺拉·B·弗拉尼（Lenora B. Fulani）                                                            | 0          | 73,714     | 0.07%  | 新联盟党（New Alliance Party）  |                        |
| 其他年度的选举: 1976年，1980年，1984年，1988年，1992年，1996年，2000年，2004年，2008年，2012年 |            |            |        |                                 |                        |
| 来源：U.S. Office of the Federal Register (electoral votes)（页面存档备份，存于）              |            |            |        |                                 |                        |

## 影響
共和黨結束12年的執政，佩罗的獨立參選某種程度瓜分了時任總統布什和克林顿的選票。民主黨的當選人克林頓並無取得過半數普選票（43%），代表民主黨並未取得多數支持，保守派仍主導美國社會及政治，克林頓1993年上任後推動的自由派政策如健保改革及同性戀參軍的問題，使保守派極為不滿，為共和黨在1994年推動共和黨革命重新取回國會的控制權打下基礎。

## 参看
- 美国总统
- 美国总统选举